# چلقایی
چلقایی یا چیلغار یکی از روستاهای استان آذربایجان شرقی است که در دهستان بناجوی شرقی بخش مرکزی شهرستان بناب واقع شده‌است.این روستا ۴۳۷۳ نفر جمعیت دارد.
این روستا دارای زمین‌های حاصل‌خیزی می‌باشد و به‌ علت نزدیکی به شهر بناب از موقعیت مناسبی برخوردار می‌باشد.
در غرب این روستا آثار تاریخی مجموعه چلقای در سال ۱۳۸۲در فهرست آثار ملی ثبت شده.